# Donji Svilaj
Donji Svilaj – wieś w Bośni i Hercegowinie, w Federacji Bośni i Hercegowiny, w kantonie posawskim, w gminie Odžak. W 2013 roku liczyła 1107 mieszkańców, z czego większość stanowili Chorwaci.